# Cyanocompsa cyanoides
Cyanocompsa cyanoides е вид птица от семейство Cardinalidae.

## Разпространение
Видът е разпространен в Белиз, Боливия, Бразилия, Колумбия, Коста Рика, Еквадор, Френска Гвиана, Гватемала, Гвиана, Хондурас, Мексико, Никарагуа, Панама, Перу, Суринам и Венецуела.